# Vườn quốc gia Maryland
Vườn quốc gia Maryland là một vườn quốc gia ở bang New South Wales, Úc, cách thành phố Sydney 602 km về phía bắc.
Vườn quốc gia này được thành lập ngày 1.1.1999, có diện tích là 8,90 km².